# Eduard Světlík
Eduard Světlík, né le 13 mars 1931 à Blansko et mort le 21 août 2018 à Prague, est un écrivain et traducteur tchèque.

## Biographie
Élevé à Rakovník, il étudie au lycée Real à Teplice dont il est diplômé en 1950 avant d'entreprendre des études de sociologie et de théorie culturelle à la Faculté des lettres de l'université Charles de Prague. Il passe aussi l'examen d'État en allemand à l'École de langues d'Ostrava.
Dans les années 1950, il travaille à Teplice comme flûtiste dans un orchestre symphonique, comme journaliste indépendant et comme secrétaire du Théâtre de marionnettes des Monts Métallifères. Il passe également plusieurs années à Cologne comme agriculteur et ouvrier.
Au début des années 1960, il se rend à Karviná, où il exerce comme travailleur culturel dans une école de formation minière et comme directeur du Club Máj Karviná. Avec Stanislav Sohr, il fonde la maison d'édition Puls à Ostrava et publie les livres de Jaroslav Foglar (en).
Il vit à Prague à partir de 1970. Il y est d'abord directeur de l'agence culturelle Fortuna, mais en raison du manque de personnel en 1968, il est contraint de subvenir à ses besoins pendant plusieurs années en tant que musicien. Il entre ensuite à la Maison centrale des pionniers et de la jeunesse, où il occupe le poste de chef du département d'éducation esthétique. À cette époque, son activité principale se tourne vers la littérature.
Depuis les années 1980, il travaille comme rédacteur en chef de revues littéraires (Dílna Literárního měsíčníku, l'hebdomadaire Kmen...), maître de conférences en édition, organisateur et juge de concours littéraires.
Il entre dans les années 1990 comme rédacteur en chef du mensuel humoristique Škrt, puis fonde avec Petra Urbánková la maison d'édition Marsyas, qui, en plus de publier de la littérature tchèque (y compris des œuvres de Ervín Hrych, Ivan Kraus (cs) et Jiří Robert Pick (cs)), exploite une librairie et une galerie à Žižkov et une boutique de littérature slovaque à la Maison de la culture slovaque. Après avoir terminé sa carrière d'entrepreneur, il exerce comme rédacteur en chef de la maison d'édition Pragma et du magazine Regena.
Il se consacre depuis 2000 principalement à la traduction, en tant que membre du comité de rédaction de la revue Obce spisovatelů (cs) et en tant que membre du comité de rédaction de DILIA (cs).
Il est le père de l'actrice Markéta Světlíková.

## Œuvres
- 1987 : Benefice, recueil d'épigrammes
- 1989 : Literární projev, guide pour auteurs débutants
- 1992 : Umění, nebo život?!, recueil de poésies satiriques
- 1996 : Sever proti Jihu, carnet de voyage poétique
- 2002 : Jak zkrotit Pegasa aneb O literární tvorbě s humorem, Academia
- 2004 : Dámská volenka, recueil de nouvelles
- 2006 : Vilané a tajemný dr. Aude, roman
- 2009 : Půvab poetiky, guide des règles de la poésie

### Collaborateurs
- 1987 : Kniha sťažností, anthologie de satires poétiques tchèques
- 1994 : Smějeme se době i sobě, almanach humoristique
- 2002 : In flagranti, revue littéraire du Club des écrivains tchèques
- 2004 : Nezabolí jazyk od dobrého slova, anthologie d'aphorismes
- 2005 : Pódia z krabičky, petites scènes des années 60
- 2005 : Nevěry II, almanach de nouvelles
- 2006 : Epigram 2006, anthologie du Syndicat des journalistes de Vysočina
- 2008 : Almanach českých novinářů